# Verdasio
Verdasio è una frazione di 20 abitanti del comune svizzero di Centovalli, nel Canton Ticino (distretto di Locarno).

## Storia
Era una frazione del comune di Intragna, che nel 2009 è stato accorpato agli altri comuni soppressi di Borgnone e Palagnedra per formare il comune di Centovalli. La fusione è stata decisa dal Consiglio di Stato l'8 aprile 2009 e approvata all'unanimità dal Gran Consiglio ticinese il 2 giugno successivo.

## Monumenti e luoghi d'interesse
- Chiesa dei Santi Giacomo maggiore e Cristoforo, costruita attorno al 1800[1][4];
- Oratorio della Madonna di Comino e della Segna, sui Monti di Comino a 1 176 m s.l.m.[5];
- Cappella della Madonna Ungherese[senza fonte];
- Oratorio di San Giovanni Nepomuceno in località Sassalto, un nucleo di case vicino al paese[senza fonte];
- Casa Tosetti, edificio del Seicento posto a fianco della chiesa dei Santi Giacomo maggiore e Cristoforo.[6]

## Infrastrutture e trasporti

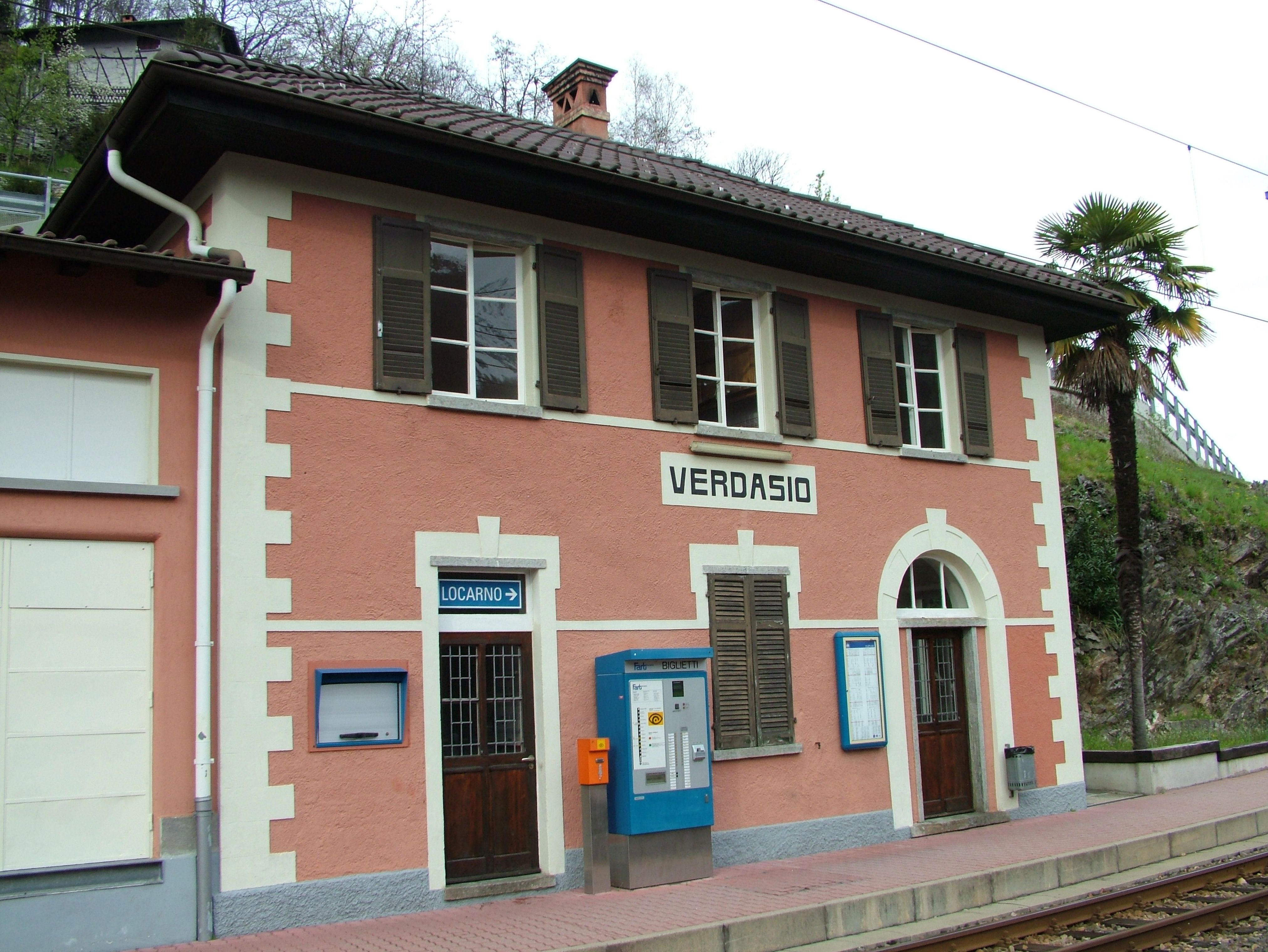
La stazione di Verdasio

Il paese è servito dalla stazione di Verdasio delle Ferrovie Autolinee Regionali Ticinesi, lungo la ferrovia Domodossola-Locarno. Dal 1958 è attiva una funivia che porta a Rasa.